# .har
HTTP存档格式（HTTP Archive format，简称HAR）是一种JSON格式的存档文件格式，多用于记录网页浏览器与网站的交互过程。文件扩展名通常为.har。
HAR格式的规范定义了一个HTTP事务的存档格式，可用于网页浏览器导出加载网页时的详细性能数据。此格式的规范由万维网联盟（W3C）的Web性能工作组制作，截至2016年3月是一份规范草案。

## 支持
许多软件支持HAR格式，包括：
- Firebug
- Fiddler
- Charles Web Proxy（英语：Charles_Proxy）
- Firefox
- Google Chrome
- Internet Explorer 9
- Microsoft Edge[4]
- Paw[5]